# Realexamen

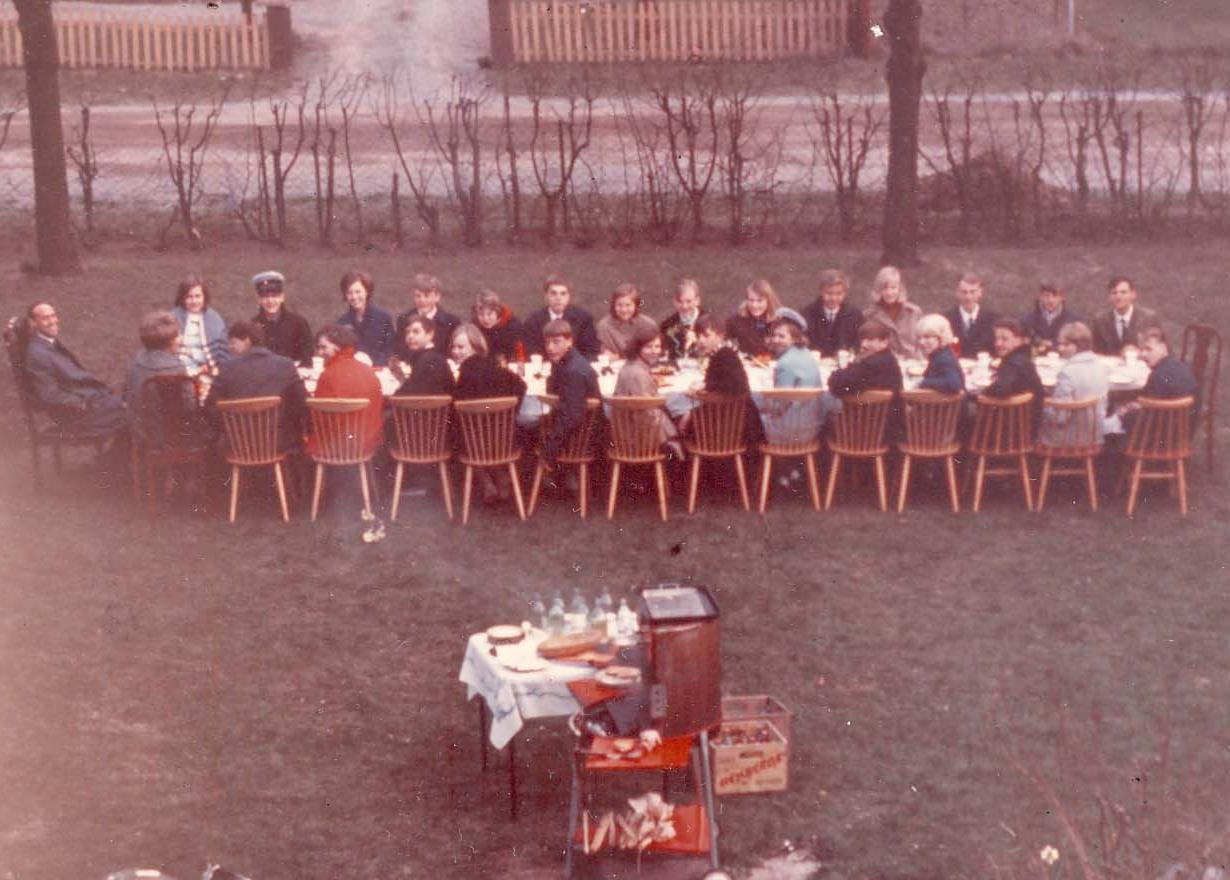
Avlagd realexamen firas i en Stockholmsförort 1965.

Realexamen, i vardagslag ofta realen och fram till 1928 realskolexamen, var en examen i Sverige som kunde avläggas vid högre allmänna läroverk eller kommunala realskolor. En populär benämning var realen. Den som tagit realexamen kunde sätta en (ljus)grå realskolemössa på huvudet, i övrigt lik studentmössan.

## Historik

### Bakgrund
Realexamen var en slutexamen vid en realskola eller någon motsvarande skola i kommunal eller statlig regi. Dessutom kunde examen utfärdas vid enskilda skolor med examensrätt. Begreppet realexamen infördes 1905, och fram till 1928 var benämningen realskolexamen.
Införandet av realexamen gjordes efter de svenska läroverken 1905 delats upp i två delar – en sexårig nedre del (realskola) och en fyraårig högre del (gymnasium). Läroverkssystemet var helt fristående från den svenska folkskolan, och en elev på 9–12 år med kunskaper på nivå med folkskolans tredje årskurs hade möjlighet att börja på läroverk. Den sexåriga realskoledelen avslutades med en realexamen, medan den fyraåriga gymnasiedelen i sin tur avslutades med studentexamen.
I realskolan undervisades i kristendom, svenska, tyska, engelska, historia, geografi, matematik, naturlära, välskrivning, teckning, musik och gymnastik; franska var frivilligt ämne i realskolans sista år. I de skolor som tog emot kvinnliga elever skedde även undervisning i handarbete.

### Utveckling
1909 kunde även den kommunala mellanskolan ge möjlighet att få avlägga mellanskolexamen, vilken var likställd med realexamen. Samtidigt öppnades ett mindre antal realskolor för flickor och gavs benämningen samskolor; de flesta kvinnliga elever som ville studera vidare hänvisades dock till privata eller kommunala flickskolor. Först 1927 öppnades de statliga läroverken även för flickor.
Folkskolor, realskolor/gymnasieskolor och flickskolor innebar parallella skolsystem, något som sågs som negativt av dem som sökte skapa en gemensam grundläggande skola.
Efter realexamen var det möjligt att påbörja yrkesarbete. Avlagd examen gav även behörighet att söka till exempelvis handelsskola, sjuksköterskeskola samt små- och folkskollärarseminarium. Den som önskade fortsätta på gymnasiet behövde inte ta realexamen utan kunde också välja att avsluta studierna vid realskolan redan i klass 4⁵ eller 3⁴ och utan realexamen söka in till och börja i gymnasiets fyraåriga linje. De som tagit realexamen gick endast tre år i gymnasiet.
Realexamen bestod av både skriftliga och muntliga prov. Normalt utfördes dessa i fyra olika ämnen.

### Korrespondensrealskolor och aftonskolor
1936 beslutade Sveriges riksdag att folkskolan skulle bli sjuårig. Högre utbildning var dock av ekonomiska skäl inte alla förunnat, ett alternativ var erbjuda högre utbildning via särskilda korrespondensrealskolor och aftonskolor. De största korrespondensinstituten var Hermods och NKI. Statens aftonskola startade 1938.

### Avskaffande
Under åren 1950–72 avskaffades begreppet realexamen, parallellt med att den obligatoriska skolan i Sverige förlängdes till nio år. Detta var följden av den skolutredning – 1946 års skolkommission – som tillsatts efter regeringsskiftet 1945. När utredningen var klar föreslog den 1948 införandet av en nioårig obligatorisk skola – samtidigt som både folk- och realskolan försvann. Den obligatoriska skolan skulle samtidigt indelas i tre olika stadier (låg-, mellan- och högstadiet). Hur den högre utbildningen skulle inordnas var dock fortfarande föremål för debatt mellan olika politiska företrädare.
1972 avskaffades begreppet helt, sedan realskolor och liknande läroverk helt ersatts av gymnasieutbildning, och den nioåriga grundskolan införts i alla delar av Sverige. Därigenom infördes den gemensamma grundutbildning för alla Sveriges elever som de tidigare folk-, real- och gymnasiesystemen inte var en del av.
Vårterminen 1973 avlades realexamen för sista gången.

## Etymologi
Begreppet real-skola dök upp i svensk skrift redan 1771. Då syftade det på läroanstalter utan anknytning till universitet med syfte att ge utbildning i bland annat moderna språk men inte i grekiska eller latin (till skillnad från latinskolor). Den nya betydelsen skola med koppling uppåt till gymnasiet finns omnämnd från 1904. Ordet är kommet ur tyskans motsvarande Realschule.